# 羅伯森二號鎮區 (密蘇里州格林縣)
羅伯森二號鎮區（英語：Robberson No. 2 Township）是位於美國密蘇里州格林縣的一個行政鎮區。

## 地方資料
羅伯森二號鎮區的面積為87.06平方千米，當中陸地面積為86.28平方千米，而水域面積為0.78平方千米。根據2020年美國人口普查的數據，當地共有人口2333人，而人口密度為每平方千米26.8人。